# I Love You Mi Vida
I Love You Mi Vida var det spanska bidraget i Eurovision Song Contest 2007 och som framfördes av pojkbandet D'NASH. Den är bland annat skriven av svenske låtskrivaren Thomas G:son. Låten slutade på 20:e plats i finalen den 12 maj i Helsingfors, Finland.